# If Dreams Came True; or, Who'd Have Thunk It?
If Dreams Came True; or, Who'd Have Thunk It? è un cortometraggio muto del 1913 diretto da A. Il nome del regista non viene riportato nei credit del film.

## Trama
Preoccupato per l'arrivo di un vecchio amico del fratello della fidanzata di cui è geloso, un ciccione si consola mangiando e bevendo. Il troppo cibo e il vino lo fanno addormentare e gli procurano un incubo dove vede che la giovane scappa via con il nuovo venuto. Alla fine, però, si risveglierà rendendosi conto che è stato tutto un brutto sogno.

## Produzione
Il film fu prodotto dalla Vitagraph Company of America.

## Distribuzione
Distribuito dalla General Film Company, il film - un cortometraggio di 150 metri - uscì nelle sale cinematografiche statunitensi il 31 maggio 1913. Nelle proiezioni, veniva programmato con il sistema dello split reel, accorpato in un'unica bobina con un altro cortometraggio prodotto dalla Vitagraph, la commedia One Can't Always Tell.